# 餐桌轉盤

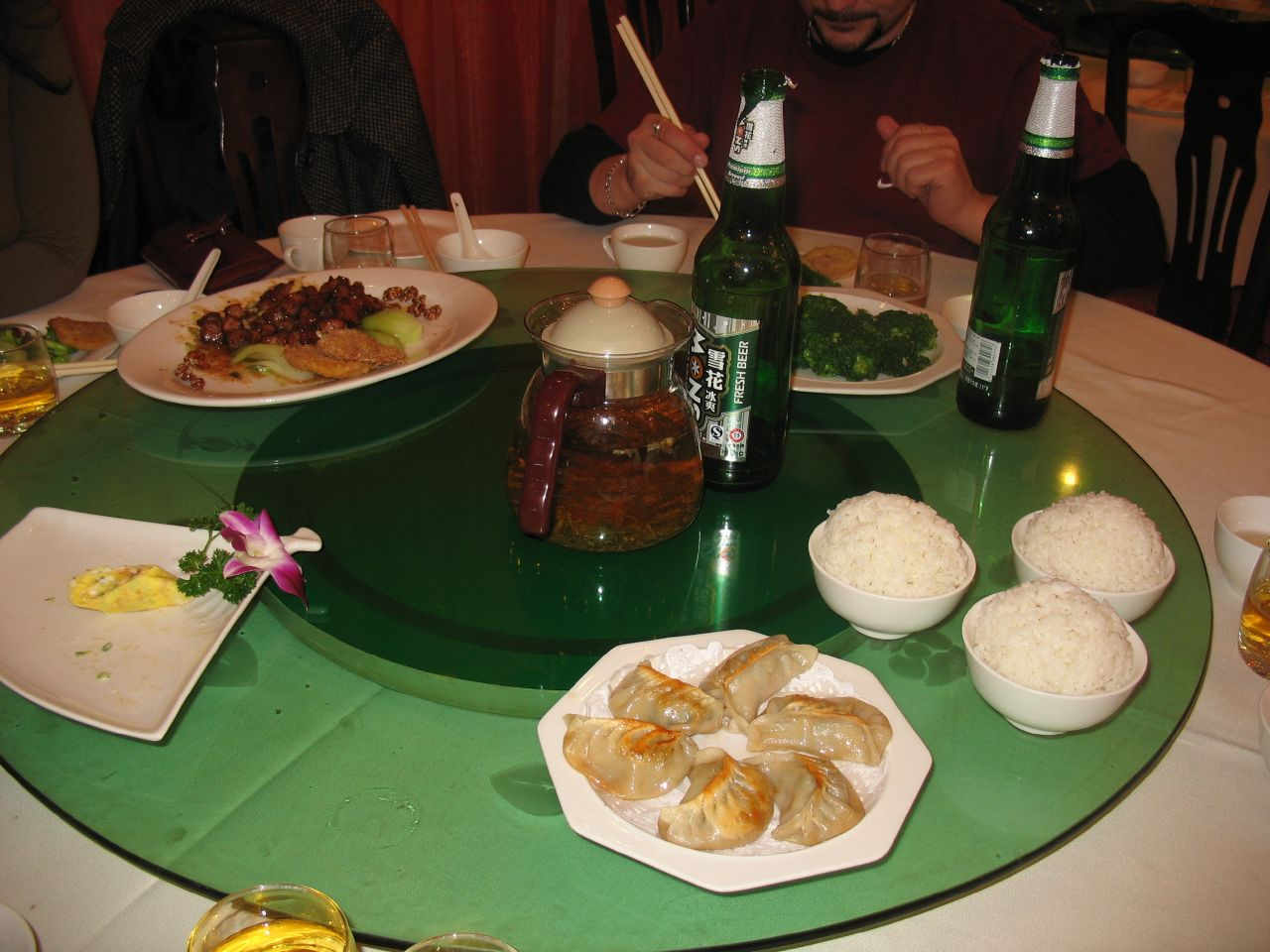
餐桌轉盤

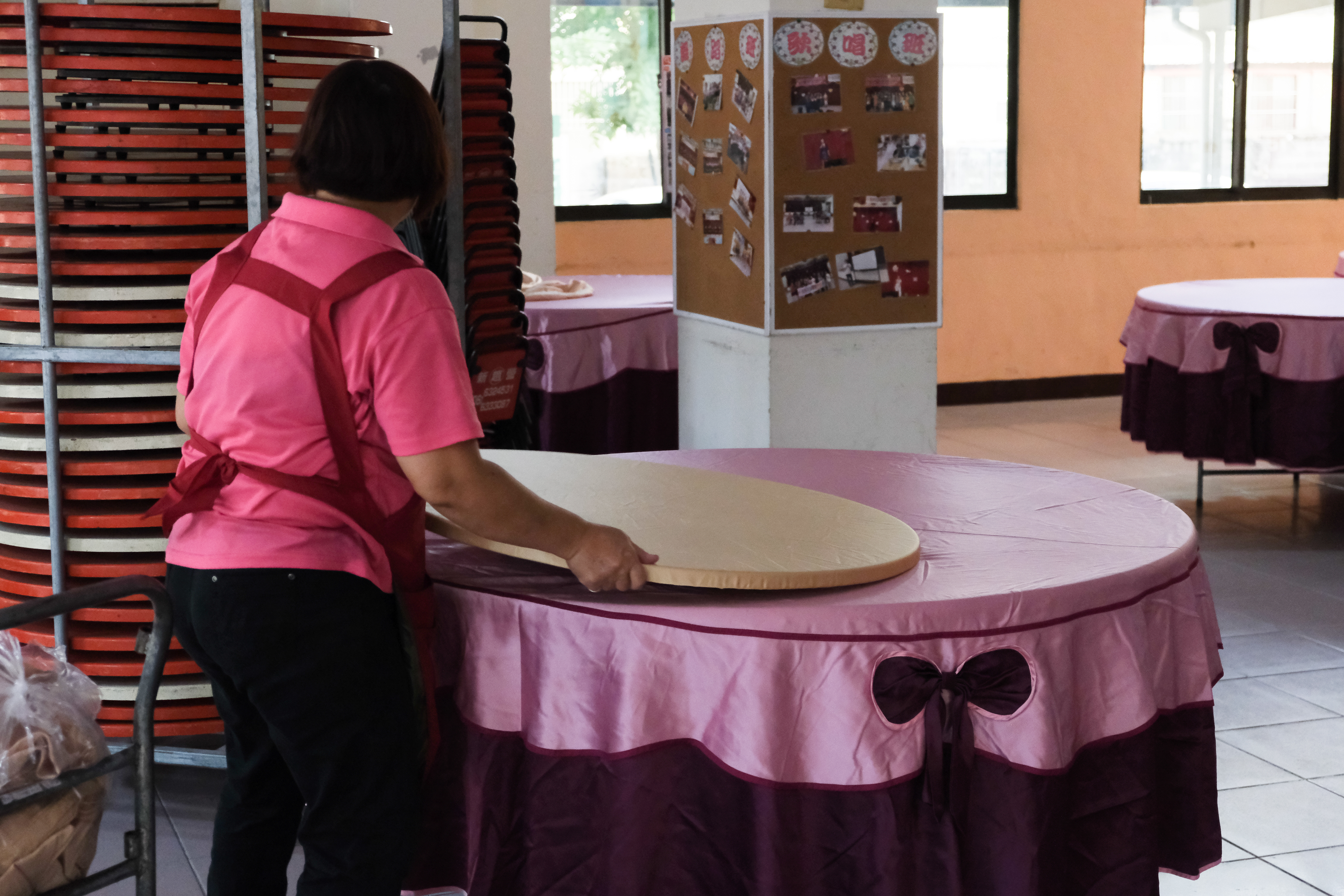
职员在辦桌时设置餐桌轉盤

餐桌轉盤是一種放置於桌子中央，可用來移動食物的轉盤，通常是圓形。常見於中式餐廳。
服務中餐宴席菜餚，以Lazy Susan方式進行秀菜時，上菜之最佳位置為主人右側

## Lazy Susan
原本英語中稱這種轉盤為「dumbwaiter」（「哑巴侍者」），但是後來被美式英語中的「Lazy Susan」（「懶惰的蘇珊」）所取代，而原本的dumbwaiter，則在許多地區，轉變成為用來指餐廳裡輸送餐點上下樓的電梯設備。
通常認為Lazy Susan一詞是源自一位叫做蘇珊的女僕，或是因為過去的女僕普遍叫做蘇珊。不過這些理論都沒有證據，而且在Lazy Susan開始廣泛使用的年代或地區裡，僕人已經相當少見。另一種理論則認為，Lazy Susan其實是一家公司所想出來的商品名稱與廣告手段。